# Station Høvelte
Station Høvelte is een S-tog-station in Rudersdal, Denemarken.
Het station is geopend op 26 mei 1968 voor de S-tog. Het is geen publiek station, het station bedient alleen de kazerne van Høvelte. De trein stopt er alleen op verzoek van soldaten die in of uit willen stappen. Er zijn geen vaste tijden.
Het station wordt door de kazerne zelf onderhouden.
Solrød Strand · Karlslunde · Greve · Hundige · Ishøj · Vallensbæk · Brøndby Strand · Avedøre · Friheden · Åmarken · Ny Ellebjerg · Sjælør · Sydhavn · Dybbølsbro · København H · Vesterport · Nørreport · Østerport · Nordhavn · Svanemøllen  · Hellerup · Jægersborg · Lyngby · Holte · Birkerød ·  Høvelte · Allerød · Hillerød